# 4417 Lecar
4417 Lecar è un asteroide della fascia principale. Scoperto nel 1931, presenta un'orbita caratterizzata da un semiasse maggiore pari a 2,7589287 UA e da un'eccentricità di 0,1045945, inclinata di 9,03932° rispetto all'eclittica.